# لاهیجی (زرقان)
لاهیجی، روستایی در دهستان امامزاده علی بخش رحمت‌آباد شهرستان زرقان در استان فارس ایران است. این روستا، مرکز دهستان امامزاده علی است.

## جمعیت
بر پایه سرشماری عمومی نفوس و مسکن در سال ۱۳۹۵، جمعیت این روستا برابر با ۱۲۸ نفر (۳۷ خانوار) بوده است.